# Sergej Georgievič Zacharov
Sergej Georgievič Zacharov (in russo Сергей Георгиевич Захаров?; Mykolaïv, 1º maggio 1950 – Mosca, 14 febbraio 2019) è stato un cantante russo.

## Biografia
Nacque il 1º maggio 1950 a Mykolaïv nella RSS Ucraina in una famiglia militare.
Nel 1971 iniziò a studiare all'Istituto musicale Gnesin di Mosca  nella classe di Margarita Landa. Ancora studente divenne il primo solista dell'Orchestra statale del varietà diretta da Leonid Utësov.
Morì il 14 febbraio 2019 a Mosca per arresto cardiaco.

## Discografia parziale
- Poët Sergej Zacharov
- Oh, You my Ancient Romance